# Esquadrão Aeronaval 813

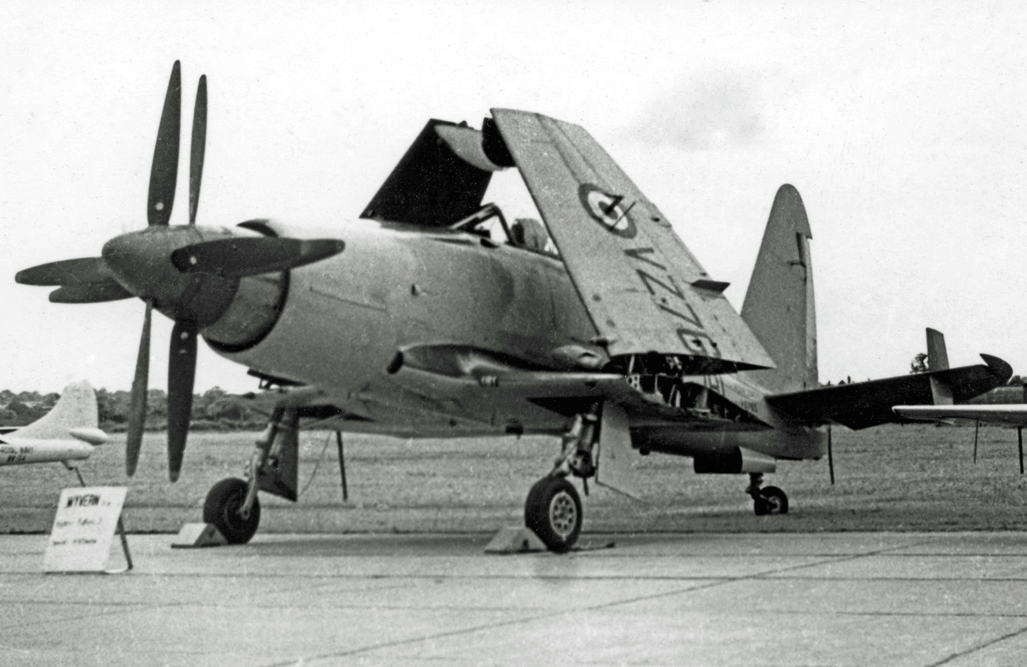
Um Westland Wyvern S.4 do Esquadrão 813 em exposição com as suas asas dobradas, tal como se estivesse estacionado no porta-aviões.

O Esquadrão Aeronaval 813 foi um esquadrão da Fleet Air Arm da Marinha Real Britânica durante a Segunda Guerra Mundial e no pós-guerra. Inicialmente operou aeronaves Fairey Swordfish a partir do porta-aviões HMS Illustrious (87) e participou no ataque a Taranto em Novembro de 1940.
Em Julho de 1943, o esquadrão fazia parte da componente estratégica RAF Gibraltar, porém as suas aeronaves foram chamadas para a Argélia para tomar parte na Operação Husky.
A 13 de Dezembro de 1944, duas aeronaves Swordfish foram responsáveis por afundar o submarino alemão U-365.
No pós-guerra, o esquadrão tornou-se uma unidade de caças torpedeiros, inicialmente equipada com aeronaves Blackburn Firebrand. Entre Fevereiro de 1953 e Abril de 1958 renovaram a frota e adquiriram os mais avançados Westland Wyvern.
No dia 22 de Abril de 1958, o esquadrão foi dispensado de serviço.